# 2006 au Liban
Chronologie du Liban
- 2002
- 2003
- 2004
- 2005
- 2006
- 2007
- 2008
- 2009
- 2010

Cet article présente les faits marquants de l'année 2006 au Liban ou concernant ce pays.

## Évènements
- 31 janvier : résolution 1655 du Conseil de sécurité des Nations unies; adoptée à l'unanimité. Après avoir rappelé les résolutions précédentes sur Israël et le Liban, notamment les résolutions 425 (de 1978), 426 (de 1978) et 1614 (de 2005), le Conseil a prorogé le mandat de la Force intérimaire des Nations unies au Liban (FINUL) pour six mois supplémentaires jusqu'au 31 juillet 2006[1].
- 12 juillet : 
  - Attaque de la corvette Hanit. Des combattants du Hezbollah tendent une embuscade à une patrouille israélienne le long de la frontière libanaise. Quatre soldats israéliens sont tués, deux autres blessés et deux autres enfin capturés. Pour Israël, c'est un casus belli et le 13, Tsahal attaque le Hezbollah et pénètre au Liban dans le cadre de l'opération Changement de direction.
  - Début de bombardements massifs de l'Armée israélienne contre le Hezbollah touchant de nombreuses cibles militaires et civiles. Le Hezbollah riposte par des tirs de roquettes vers le territoire israélien.
- 12 juillet au 14 août : conflit israélo-libanais de 2006 ou guerre des 33 jours, connue au Liban comme la guerre de Juillet (حرب تموز, Ḥarb Tammūz) et en Israël comme la seconde guerre du Liban (מלחמת לבנון השנייה, Milhemet Levanon HaShniya), un épisode du conflit israélo-arabe, est une guerre qui oppose Israël au Liban (principalement le Hezbollah) lors de l'été 2006.
- 19 au 26 juillet : bataille de Maroun al-Ras, livrée lors du Conflit israélo-libanais de 2006, dans le sud du Liban à un kilomètre de la frontière avec Israël, dans la petite ville Maroun al-Ras qui constituait un bastion du Hezbollah.
- Juillet : Opération Baliste déclenchée en juillet 2006 par l'Armée française afin de venir en aide aux ressortissants français et européens au Liban lors du conflit israélo-libanais de 2006. Elle s'est achevée le 21 février 2008.
- 30 juillet : bombardement de Cana, aussi connu sous le nom de massacre de Cana, perpétré par un avion dirigé par l'armée israélienne sur le village de Cana (Liban) au cours du conflit israélo-libanais de 2006.
- 4 août : Raid de Tyr; mission menée par l'armée israélienne dans la ville de Tyr au sud du Liban, dans le contexte du conflit israélo-libanais de 2006, dans la nuit du 4 ou 5 août 2006. La cible était un immeuble d’habitation, qui aurait abrité des dirigeants du Hezbollah responsables de tirs de roquette sur Hadera la veille. L'armée israélienne a admis plus tard que l’escouade du Hezbollah retranchée dans l’immeuble avait refusé de se rendre et que les commandants du Hezbollah avaient réussi à s’échapper[2],[3]. Le Hezbollah a repris les tirs de roquettes depuis le site dans les heures qui ont suivi le raid[4].
- 10 août : bataille de Marjayoun. Bataille du conflit israélo-libanais de 2006, qui a pour théâtre la ville chrétienne de Marjayoun au Liban du Sud, qui est revendiquée comme une grande victoire par le Hezbollah[5], mais qui se solde par la prise de la ville par Israël[6]
- 14 août : cessez-le-feu en application de la résolution 1701 du Conseil de sécurité des Nations unies.